# Несторовић
Несторовић је српско презиме, патроним настало од датог имена Нестор. Може се односити на следеће особе:
- Бранимир Несторовић (рођен 1954), политичар
- Данијел Нестор, рођен Данијел Несторовић (1972), канадски тенисер
- Никола Несторовић, архитекта и професор
- Павле Несторовић, хабзбуршки командант
- Теодор Вршачки, рођен Несторовић, православни епископ